# Star's End
Star's End este o emisiune radiofonică, săptămânală, de cinci ore ce difuzează predominant muzică New Age și Ambient, transmisă de WXPN, post de radio al Universității din Pennsylvania, din Philadelphia. Este cea de-a doua emisiune ca longevitate de genul său din lume, după Hearts of Space.

## Istrorie
Star's End a început în 1976, prin Steve Pross și John Diliberto, ca o emisiune serală, de cinci ore durată. Mai târziu Diliberto a plecat să găzduiască emisiunea nocturnă de muzică ambient, Echoes. În 1977 Gino Wong a început să împărtășească din responsabilități cu Diliberto, cînd Steve Pross a intrat în industria înregistrarilor. La acel moment conceptual a fost solidificat iat tema de deschidere, ce e folosită și azi, era produsă. Gordon Danis  (1957–2008)  s-a alăturat pentru un scurt timp în 1978, aducându-și pasiunea sa pentru muzica timpurie ambient în mix.  În 1979 Wong a ănceput să producă înregistrări și concerte, creând o deschidere pentru gazdele invitate, inclusiv Janet Quigley și Kimberly Haas. La începutul anilor  1980, Star's End printr-o rotație extinsă a diferiților DJ-i. Programatorul original al emisiunii,  Diliberto, aplecat în 1986 iar Wong în 1988. Actuala gazdă este Chuck Van Zyl.

## Detaliile producterii
Star's End este difuzat Sâmbata noaptea târziu, de la orele 1:00 până la 6:00 am. Emisiunea prezintă un segue-mix neînterupt, cu selecții musicale mixte. Website-ul companiei oferă o lisă variată de genuri ambient și stiluri înrudite ce sun prezente în lista lor de reproducere, incluzînd Space music, New Age, Muzică electroncă, World music, Avant-garde, Clasică și chiar spectacole de citire. În trecut, Star's End conținea oaspeți DJ ce mixau muzică ambient, și difuza de asemenea concerte live în-studio, de Robert Rich, Saul Stokes, Jonn Serrie, 302 Acid, Steve Roach, Radio Massacre International și alții.

## Proiescte înrudite
În anii recenți Chuck van Zyl, a organizat un număr de concerte live în Philadelphia a diferiților artiști ambient, sub banner-ul Star's End. Cunoscute drept seriile "The Gatherings", interpreți erau Steve Roach, Robert Rich, Radio Massacre International, Jeff Greinke, Erik Wøllo, Saul Stokes și formația lui van Zyl,The Ministry of Inside Things, împreună cu numeroși alți artiști. Cîteva din înregistrările independente și spectacole înregistrate au fost ulterior lansate de van Zyl la casa sa de discuri Synkronos.